# Ярківська сільська рада
Яркі́вська сільська́ ра́да — адміністративно-територіальна одиниця та орган місцевого самоврядування у Джанкойському районі Автономної Республіки Крим. Адміністративний центр — село Ярке.

## Загальні відомості
- Населення ради: 2 249 осіб (станом на 2001 рік)

## Населені пункти
Сільській раді підпорядковані населені пункти:
- с. Ярке
- с. Яструбці

## Склад ради
Рада складається з 16 депутатів та голови.
- Голова ради: Щербанюк Ігор Володимирович
- Секретар ради: Птіцина Ольга Анатоліївна

### Керівний склад попередніх скликань
| Прізвище, ім'я, по батькові | Основні відомості                                                         | Дата обрання | Дата звільнення |
| --------------------------- | ------------------------------------------------------------------------- | ------------ | --------------- |
| Биченко Віктор Григорович   | Сільський голова, 1943 року народження, член Народної партії              | 26.03.2006   | 31.10.2010      |
| Щербанюк Ігор Володимирович | Сільський голова, 1970 року народження, освіта вища, член Партії регіонів | 31.10.2010   |                 |

Примітка: таблиця складена за даними сайту Верховної Ради України

### Депутати
За результатами місцевих виборів 2010 року депутатами ради стали:

#### За суб'єктами висування
| Суб'єкт висування           | Кількість обраних депутатів | %    |
| --------------------------- | --------------------------- | ---- |
| Партія регіонів             | 14                          | 87,5 |
| Демократична партія України | 1                           | 6,3  |
| Самовисування               | 1                           | 6,3  |

#### За округами
| № округу                    | Прізвище, ім'я, по батькові  | Дата визнання обраним | Освіта  | Партійна приналежність                        | Відомості про обраного депутата                  |
| --------------------------- | ---------------------------- | --------------------- | ------- | --------------------------------------------- | ------------------------------------------------ |
| Демократична партія України |                              |                       |         |                                               |                                                  |
| 3                           | Вяткіна Наталя Анатоліївна   | 03.11.2010            | вища    | член Демократичної партії України             | ТОВ «Джанкойська Нива», інспектор відділу кадрів |
| Партія регіонів             |                              |                       |         |                                               |                                                  |
| 1                           | Храпіна Натела Джамбулівна   | 03.11.2010            | середня | член Партії регіонів                          | тимчасово не працює                              |
| 2                           | Коларж Олена Миколаївна      | 03.11.2010            | вища    | член Партії регіонів                          | Ярківська сільська рада, юрист                   |
| 4                           | Адамова Любов Вікторівна     | 03.11.2010            | середня | позапартійна                                  | тимчасово не працює                              |
| 5                           | Бородіна Юлія Олександрівна  | 03.11.2010            | середня | позапартійна                                  | тимчасово не працює                              |
| 6                           | Колаж Олена Григорівна       | 03.11.2010            | середня | член Партії регіонів                          | тимчасово не працює                              |
| 7                           | Щербанюк Тетяна Геннадіївна  | 03.11.2010            | вища    | член Партії регіонів                          | Ярківська сільська рада, касир                   |
| 8                           | Паршикова Тетяна Григорівна  | 03.11.2010            | середня | член Партії регіонів                          | тимчасово не працює                              |
| 9                           | Суровегіна Юлія Іванівна     | 03.11.2010            | вища    | член Партії регіонів                          | тимчасово не працює                              |
| 10                          | Пірожук Наталя Олександрівна | 03.11.2010            | вища    | член Партії регіонів                          | Ярківська сільська рада, бібліотекар             |
| 12                          | Птіцина Ольга Анатоліївна    | 03.11.2010            | вища    | член Партії регіонів                          | Ярківська загальноосвітня школа, секретар        |
| 13                          | Стрельчук Наталя Васильовна  | 03.11.2010            | вища    | позапартійна                                  | магазин «Вікторія», продавець                    |
| 14                          | Назарчук Євген Іванович      | 03.11.2010            | середня | позапартійний                                 | ТОВ «Урожайний», робітник                        |
| 15                          | Ібраімов Сеітвелі Сеттаровіч | 03.11.2010            | середня | позапартійний                                 | тимчасово не працює                              |
| 16                          | Іванова Вікторія Анатоліївна | 03.11.2010            | середня | позапартійна                                  | тимчасово не працює                              |
| Самовисування               |                              |                       |         |                                               |                                                  |
| 11                          | Денисова Любов Миколаївна    | 03.11.2010            | середня | член Всеукраїнського об'єднання «Батьківщина» | Ярківська сільська рада, інспектор ВО            |